# Sangiaccato di Ankara
Il Sangiaccato di Ankara era una provincia di secondo livello (sangiaccato o sanjak) dell'Impero Ottomano.
La città di Ankara entrò a far parte dello stato ottomano nel 1361 o forse nel 1354. Fu la prima capitale (pascià sanjak) dell'Eyalet di Anatolia dalla sua formazione nel tardo XIV secolo fino alla fine del XV secolo, quando fu spostata a Kütahya. Il Sangiaccato di Ankara rimase parte dell'Eyalet di Anatolia fino alla dissoluzione di quest'ultimo intorno al 1841-1846, quando divenne la sede del nuovo Eyalet di Ankara. Questo fu fuso nell'Eyalet di Bozok nel 1849, ma Ankara rimase la capitale, e dopo il 1852 la provincia fu nuovamente conosciuta come Eyalet di Ankara, e dopo il 1867 come Vilayet di Ankara.
Nel 1912, il Sangiaccato di Ankara comprendeva i distretti (Qaḍāʾ) di Ankara propriamente detta, Ayaş, Beypazarı, Nallıhan, Mihalıççık, Sivrihisar, Haymana, Balâ, Yabanabad e Kalecik.